# ワールドロボットサミット
ワールドロボットサミット（英: World Robot Summit）とは、経済産業省や新エネルギー・産業技術総合開発機構（NEDO）が主催する、ロボット競技会の一つ。
2018年には「World Robot Summit 2018（東京都、東京ビッグサイト）」が開催され、2020年には「World Robot Summit 2020（愛知県、愛知県国際展示場「Aichi Sky Expo」・福島県、「福島ロボットテストフィールド」）が開催予定だったが、新型コロナウイルス感染症のまん延のため、2021年度に開催された。競技は「ものづくりカテゴリー」「サービスカテゴリー」「インフラ・災害カテゴリー」「ジュニアカテゴリー」の4つで競う。
2018年、2020年の大会のほかに、各カテゴリーでトライアル競技会なども開催されている。
「World Robot Summit 2020」のアンバサダーにはディーン・フジオカが就任。2021年9月に開催された愛知大会、同年10月開催の福島大会の開会式に出席した。